# Beeron-Nationalpark
Der Beeron-Nationalpark (englisch Beeron National Park) ist ein 70 Quadratkilometer großer Nationalpark in Queensland, Australien.

## Lage
Er liegt in der Region Wide Bay-Burnett im Hinterland der Sunshine Coast etwa 235 Kilometer nordwestlich von Brisbane und 170 Kilometer südwestlich von Hervey Bay. Die nächstgelegene Stadt ist Mundubbera. Von hier erreicht man den Park über die Mundubbera-Durong Road Richtung Süden. Nach etwa 50 Kilometern passiert man den Nationalpark in 5 Kilometer Entfernung. Bis auf einige unbefestigte Forststraßen gibt es weder öffentlich zugängliche Wege noch Besuchereinrichtungen.
In der Nachbarschaft liegen die Nationalparks Beninbi,  Woroon, Auburn-River und Bunya-Mountains.

## Flora und Fauna
Der Nationalpark schützt bis zu 520 Meter hoch gelegenen offenen Eukalyptuswald mit zwei bedrohten regionalen Ökosystemen, die bisher (Stand 2010) in keinem anderen Park unter Schutz gestellt wurden.
Zahlreiche Vögel sind im Park heimisch, darunter Dickschnabel-Würgerkrähen (Strepera graculina), Mähnenenten und die als gefährdet (engl.: near threatened) eingestuften Silberfalken (Falco hypoleucos). Auch der kleinste Vogel Australiens, der Stutzschnabel (Smicrornis brevirostris), kann hier beobachtet werden.
Aus der Familie der Mimosengewächse sind über 10 verschiedene Arten im Nationalpark zu finden, darunter auch die gefährdete Acacia eremophiloides und das als bedroht eingestufte Wolfsmilchgewächs Bertya granitica.